# Norsk Hydro

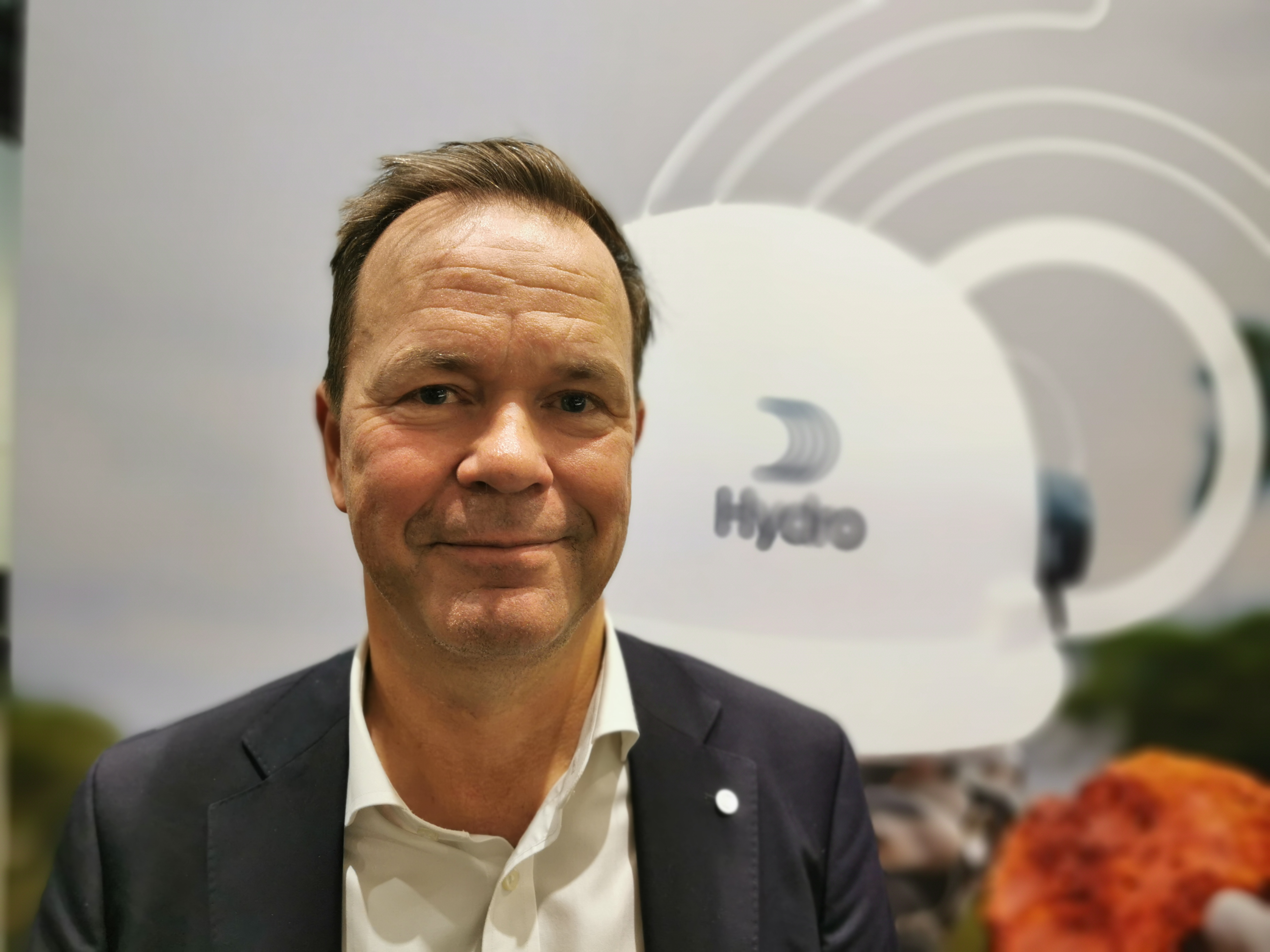
Eivind Kallevik at ALUMINUM 2024

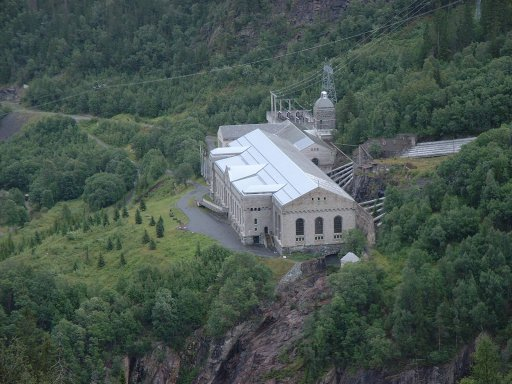
La planta hidroelèctrica Vemork, a Rjukan, planta de producció d'amoníac amb un producte col·lateral militarment important, l'aigua pesant.

Norsk Hydro ASA és una empresa de Noruega del sector de l'alumini i les energies renovables amb seu a Oslo. Hydro és la quarta companyia mundial en el sector integral de l'alumini. Té activitat a quaranta països a tot el món als cinc continents. L'estat noruec posseeix el 43,8 per cent de la companyia, que empra aproximadament 23.000 persones. Svein Richard Brandtzæg n'és el director executiu des de 2009.
La companyia tenia una presència significativa en la indústria del petroli i gas fins a octubre de 2007, quan aquestes operacions es van fusionar amb la seva empresa competidora Statoil per formar StatoilHydro (el 2009 redenominada Statoil).
Aquesta empresa no es dedica únicament a la producció d'energia sinó també a la producció de fertilitzants artificials per a l'agricultura per mitjà d'un procés de fixació del nitrogen de l'aire.
Durant la Segona Guerra Mundial tenia l'única instal·lació a Europa capaç de produir aigua pesant. Per tant, va ser objecte de constants operacions de sabotatge i bombardejos aeris fins a la seva destrucció. Notodden roman com a seu de la divisió de tecnologies de l'hidrogen, un líder mundial en tecnologies de electrolisis alcalina.

## Història

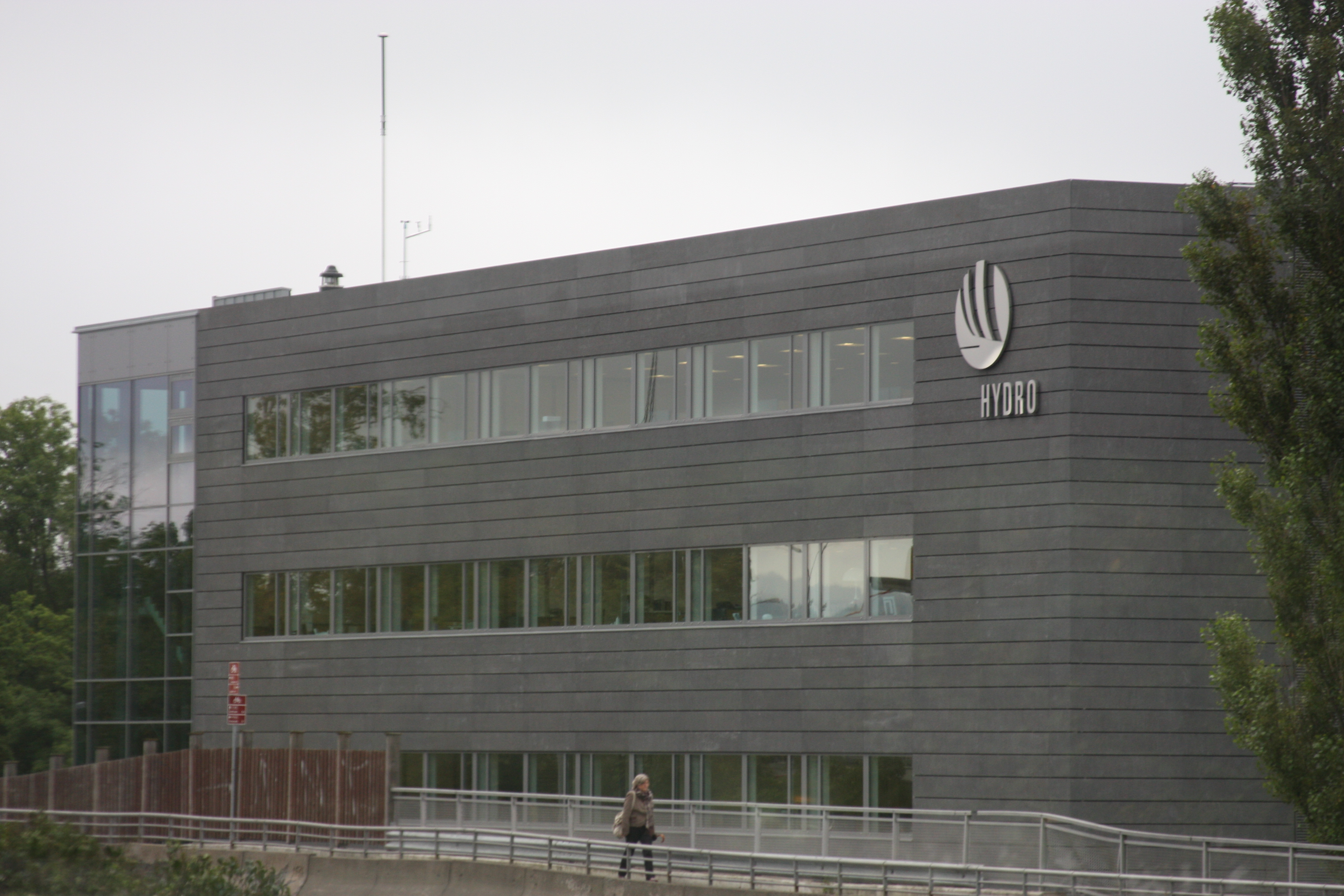
Seu de Norsk Hydro, Valerie, Oslo

### Primers passos com a productor de fertilitzants
Finançada per la família d'origen suec Wallenberg i per bancs francesos, la companyia va ser fundada el 2 de desembre de 1905 com Norsk hydro-elektrisk Kvælstofaktieselskab (Nitrogen hidro-elèctric noruec limited) per Sam Eyde, explotant una tecnologia novella en la producció de fertilitzants mitjançant la fixació de nitrogen de l'aire. La tecnologia havia estat desenvolupada pel científic noruec Kristian Birkeland. El mètode encara és conegut com el procés Birkeland–Eyde. El fertilitzant va ser un important estímul per a la producció d'aliments a Europa, que era insuficient per a la població en el canvi de segle. El procés requeria el subministrament de grans quantitats d'energia elèctrica, i amb aquest objectiu, es va construir una planta hidroelèctrica en el salt d'aigua de Svelgfossen prop de Notodden. Posteriorment es va desenvolupar la planta hidroelèctrica al costat del salt d'aigua de Rjukanfossen, establint-se la ciutat de Rjukan en aquest procés.
La primera fàbrica de Hydro va ser construïda en Notodden (inaugurada en 1907) seguida d'altres en Rjukan, Tinn (obertes en 1911). En 1912 es va establir un centre de producció en Glomfjor, Nordland. En 1930 Norsk Hydro va obrir una planta en Herøja als afores de Porsgrunn. Per iniciar això va haver de posar en funcionament un port marítim per al transport del fertilitzant així com per a la importació de pedra calcària. Des de 1936 Hydro també va començar la producció de fertilitzants en Herøja. També es va obrir una línia de ferrocarril, Rjukanbanen, connectant Rjukan amb Hærøi. El ferrocarril va ser inaugurat en 1909 i consistia en un tren ferri a través de Tinnsjø, un tram de ferrocarril mitjançant el Tinnosbanen i un trasllat en barcassa des de Borgestad a Herøja al llarg del Canal de Telemark. El canal va ser substituït per una línia de ferrocarril (Bratsbergbanen) en 1916.
Cap a la dècada de 1920, la tecnologia mitjançant arc elèctric de Norsk Hydro per a la fabricació de fertilitzant artificial no podia continuar competint amb els processos més moderns de fabricació mitjançant el procés Haber-Bosch, i en 1927 la companyia va formar una unió empresarial amb la companyia alemanya IG Farben per aconseguir accés al procés. Cap a 1945, IG Farben s'havia convertit en l'accionista majoritari de Norsk Hydro. La planta de Herøja va ser el resultat directe de no dependre de la proximitat immediata de les fonts d'energia. Això va proporcionar l'avantatge de poder tenir plantes de producció i ports marítims en la mateixa localització, com el cas de la planta de Herøja.

### Producció d'aigua pesant a Rjukan

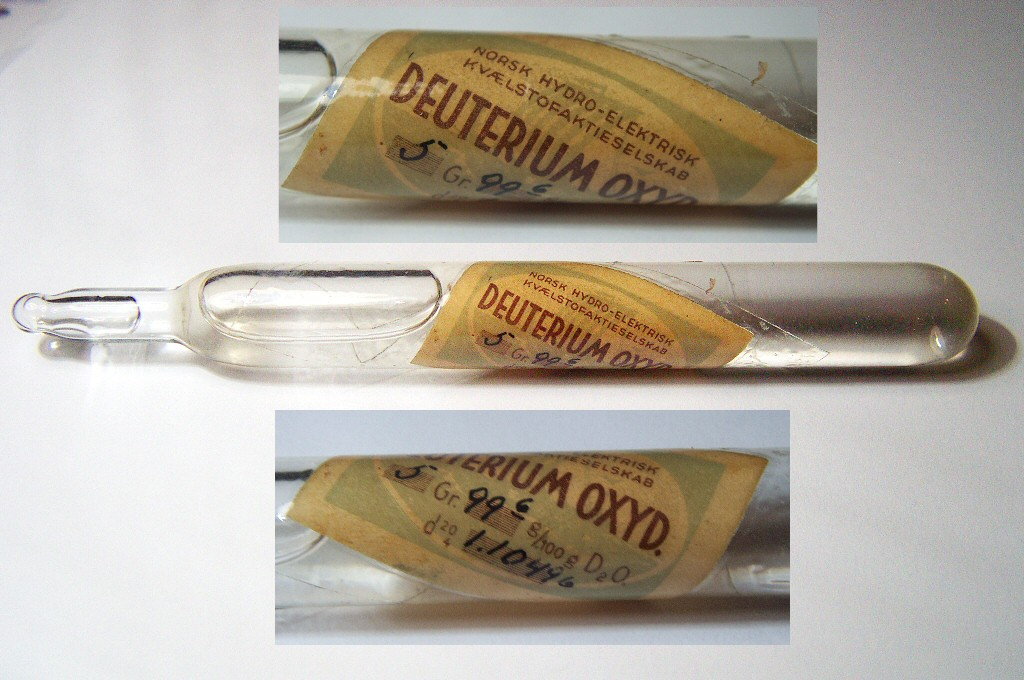
Mostres de "Aigua pesada" fabricades per Norsk Hydro.

La planta de Rjukan va ser l'única localització a Europa que produïa aigua pesant, un component que les potències aliades durant la II Guerra Mundial temien que pogués ser utilitzat com a part del programa de producció d'energia nuclear alemany, i com a conseqüència va ser objectiu de diversos raids aeris i operacions de sabotatge de comandos especials que finalment van aconseguir la destrucció de la planta i posterior reconstrucció.

### Els primers metalls
Els primers passos en la producció de metalls lleugers es van iniciar en 1940 quan Hydro va començar la construcció de la planta de carbonat de magnesi en la planta de Herøja, però la invasió alemanya de Noruega va paralitzar les plantes.
Durant la II Guerra Mundial Norsk Hydro va col·laborar amb IG Farben i Nordische Aluminium Aktiengesellschaft (Nordag) en la construcció de noves plantes d'alumini i magnesi en suport dels esforços de guerra d'Alemanya. No obstant això, la construcció va ser finalitzada el 24 de juliol de 1943, quan un bombardeig aliat va destruir completament les instal·lacions, matant 55 treballadors de la construcció. Quan la derrota d'Alemanya es va fer més plausible, Norsk Hydro va començar a reduir el to de les relacions de col·laboració amb els ocupants.
En 1946 va ser oberta la planta d'alumini d'Årdal, operada per la companyia estatal Årdal og Sunndal Verk. En una fusió Hydro va adquirir aquesta companyia en 1986, establint la divisió de metalls lleugers Hydro Aluminium.
Des de 1919 ha existit primer producció de zinc, i després d'alumini en Glomfjord en el nord de Noruega. Hydro va comprar la planta elèctrica en 1946 i va començar la producció d'amoníac en el seu lloc. En la dècada de 1950 Hydro va obrir una nova planta de magnesi en Herøja i en 1963, Hydro va començar, en cooperació amb Harvey Aluminum, la construcció d'una planta en Karmøi per a la producció d'alumini. La planta, denominada Alnor, va anar enterament adquirida per Hydro en 1973.
En 2002 Hydro va adquirir el productor d'alumini capdavanter alemany Vereinigte Aluminium Werke de la companyia de serveis E.ON.

### En l'era del petroli
En 1965 Hydro es va unir a Elf Aquitaine i sis altres companyies franceses per a l'exploració de petroli i gas en el mar del Nord. Hydro aviat esdevingué un dels grans operadors en la indústria del petroli en el mar del Nord, convertint-se en operador de diversos camps petrolífers, sent el primer el d'Oseberg.
En 1969 Hydro va començar les seves primeres operacions internacionals, amb la presa del 25% de participació en una planta de fertilitzants a Qatar.
Hydro va adquirir a final de la dècada de 1980 les estacions de servei de Mobil a Noruega, Suècia i Dinamarca, canviant el seu nom a Hydro. En 1995 Hydro va fusionar les seves gasolineres a Noruega i Dinamarca amb Texaco, creant la societat conjunta HydroTexaco. La cadena d'estacions de servei va ser venuda en 2006 a Reitangruppen. En 1999 Hydro va adquirir Sada Petroleum, la tercera major companyia petroliera de Noruega, que tenia les seves principals operacions d'exploració i explotació a Noruega i Regne Unit. Les operacions britàniques van ser posteriorment venudes.
El negoci de fertilitzants de Hydro va ser segregat en una companyia cotitzada en borsa independent, Yara International, el 26 de març de 2004. Hydro va distribuir totes les seves accions de Yara entre els accionistes de Hydro i en l'actualitat no posseeix participació en Yara.
Al desembre de 2006 Norsk Hydro va revelar una proposta per fusionar el negoci del petroli amb la companyia compatriota de petroli i gas Statoil. Sota les regles de l'Espai Econòmic Europeu (EEE) la proposta va ser aprovada per la Unió Europea el 3 de maig de 2007 i pel Parlament Noruec el 8 de juny de 2007. La fusió va ser completada l'1 d'octubre de 2007. Hydro va prendre una participació accionarial del 32,7% de la nova companyia, denominada StatoilHydro.

## Operacions

### Alumini
Hydro és la quarta major companyia mundial en el sector de l'alumini integral. A Noruega Hydro té plantes en Rjukan, Porsgrunn, Vennesla, Karmøi, Høyanger, Årdal, Sunndalsøra, Holmestrand i Magnor. La corporació també té plantes a l'estranger.
En Abril de 2010, Hydro i Qatar Petroleum van inaugurar la seva empresa conjunta Qatalum amb capacitat al setembre de 2011 de 585.000 tones d'alumini primari. Una planta elèctrica de 1350 MW de gas natural també fou construïda per assegurar l'estabilitat en el subministrament elèctric.

### Energia
Hydro és un important productor d'energia eòlica i hidroelèctrica. Al maig de 2005, Norsk Hydro es va convertir en un dels principals socis en un projecte d'energies renovables a Portugal aprofitant l'energia mareomotriu. El projecte inclou convertidors d'energia d'ones Pelamis P-750 desenvolupats per Pelamis Wave Power (anteriorment Ocean Power Delivery) per a una producció estimada de 2,25 megawatts d'energies renovables durant l'any següent.

### Hydro Agricultura
A pesar que Hydro va començar les seves activitats com a productor de fertilitzants i els productes agrícoles eren la major divisió de la companyia, la divisió d'agricultura va ser separada en 2004 en la companyia independent Yara International, llistada en la borsa d'Oslo.

## Directors executius
- 1905-1917: Sam Eyde
- 1918-1926: Harald Bjerke
- 1926-1941: Axel Aubert
- 1941-1956: Bjarne Eriksen
- 1956-1967: Rolf Østbye
- 1967-1977: Johan B. Holte
- 1977-1984: Odd Narud
- 1984-1991: Torvild Aakvaag
- 1991-2001: Egil Myklebust
- 2001-2009: Eivind Reiten
- 2009-actualitat: Svein Richard Brandtzaeg